# Ostravice (rivière)
Pour la commune, voir Ostravice.
L’Ostravice (en polonais : Ostrawica) est une  rivière de Moravie-Silésie, en République tchèque, et un affluent droit de l'Oder.

## Géographie
Elle prend sa source dans les Beskides de Silésie et arrose les bourgs d'Ostravice, Frýdlant nad Ostravicí, Frýdek-Místek, Paskov et enfin Ostrava où elle se jette dans l'Oder  par la rive droite. Elle constitue une partie de la frontière historique entre la Moravie (rive gauche) et la Silésie (et plus précisément la « Silésie tchèque », rive droite).
La rivière proprement dite prend naissance à la confluence de l’Ostravice Blanche (en tchèque : Bílá Ostravice), que l’on regarde en principe comme son cours principal amont, et de l’Ostravice Noire (en tchèque : Černá Ostravice). Ces deux ruisseaux traversent des vallées très boisées qui offrent les principaux accès routiers aux villages touristiques de Bílá et de Bílý Kříž. L’Ostravice alimente ensuite le réservoir du barrage de Šance, d'une importance vitale pour le bassin industriel d'Ostrava.
Elle s'écoule ensuite au milieu des belles collines séparant Ostravice de Frýdek-Místek avant de terminer sa course dans la plaine très industrialisée d’Ostrava.